# Câmara Municipal de Pelotas
A Câmara Municipal de Pelotas é o órgão legislativo local do município de Pelotas, no Rio Grande do Sul, fundada em 1832. Atualmente possui 21 vereadores eleitos por voto proporcional a cada 4 anos.

## Prédio
Em 2021 foi anunciada a construção de um prédio próprio no valor de R$ 10 milhões, com previsão inicial de conclusão em 2024. A justificativa para a obra é o custo do aluguel no prédio atual: R$ 45 mil.

## Polêmicas
Em 2008, o vereador Cururu (PV, tendo sido eleito pelo PFL) foi cassado após realizar uma sessão de exorcismo contra um suposto vudu realizado contra alguns parlamentares. O então vereador entrou com um recurso na justiça, obtendo uma liminar que posteriormente foi cassada, assumindo o seu suplente Eduardo Leite (PSDB).
Em 2018, poucos meses antes da eleição estadual daquele ano, foi tornada pública uma denúncia sobre a realização por amostragem de testes pré-cancer, inclusive com mortes relatadas de mulheres com exames falso negativo. Foi formada uma comissão parlamentar de inquérito com maioria governista, que rejeitou convocar a prefeita Paula Mascarenhas e o ex-prefeito Eduardo Leite para prestar esclarecimentos

## Composição Histórica
| Legislatura (Eleições) | Legislatura (Eleições) | Bancadas (Vereadores) | Bancadas (Vereadores) | Bancadas (Vereadores) | Ref          |
| Legislatura (Eleições) | Legislatura (Eleições) | Governo | Oposição | Oposição | Ref          |
| Legislatura (Eleições) | Legislatura (Eleições) | Governo | Apoio parl. | Oposição | Ref          |
| ---------------------- | ---------------------- | --- | --- | --- | ------------ |
| Era Vargas             |                        | | | |              |
| Ic. 1930               | desconhecido           | desconhecido | desconhecido | desconhecido | desconhecido |
| II1935                 |                        | (6) PRL (6) | — | (3) Frente Única (3) | [ 9 ]        |
| Período Populista      |                        | | | |              |
| III1947                | desconhecido           | desconhecido | desconhecido | desconhecido | desconhecido |
| IV1951                 | desconhecido           | desconhecido | desconhecido | desconhecido | desconhecido |
| V1955                  | desconhecido           | desconhecido | desconhecido | desconhecido | desconhecido |
| VI1959                 |                        | (11) PTB (9) PSP (1) PR (1)                                                                                                   | — | (8) PSD (5) PL (1) PDC (1) UDN (1)                                                                                            | [ 10 ]       |
| VII1963                | desconhecido           | desconhecido | desconhecido | desconhecido | desconhecido |
| Ditadura Militar       |                        | | | |              |
| VIII1968               |                        | (11) ARENA (11) | — | (10) MDB (10) | [ 11 ]       |
| IX1972                 |                        | (12) ARENA (12) | — | (9) MDB (9) | [ 12 ]       |
| X1976                  |                        | (11) MDB (11) | — | (10) ARENA (10) | [ 13 ]       |
| XI1982                 |                        | (10) PMDB (10) | (2) PDT (2) | (9) PDS (9) | [ 14 ]       |
| Nova República         |                        | | | |              |
| XII1988                |                        | (5) PDT (5) | (8) PMDB (6) PT (2) | (8) PDS (5) PFL (2) PL (1) | [ 15 ]       |
| XIII1992               |                        | (6) PMDB (4) PSDB (1) PCdoB (1)                                                                                               | (9) PDS (5) PFL (2) PL (1) PTB (1)                                                                                            | (6) PDT (4) PT (2) | [ 16 ]       |
| XIV1996                |                        | (4) PDT (3) PCdoB (1) | (8) PT (4) PMDB (3) PSB (1)                                                                                                   | (9) PPB (3) PSDB (2) PFL (2) PL (2)                                                                                           |              |
| XV2000                 |                        | (6) PT (4) PSB (2) | (8) PDT (3) PMDB (3) PTdoB (1) PL (1)                                                                                         | (7) PP (3) PFL (2) PSDB (1) PTB (1)                                                                                           |              |
| XVI2004                |                        | (6) PP (3) PTB (2) PPS (1) | (6) PFL (2) PMDB (2) PL (1) PSB (1)                                                                                           | (3) PT (4) | [ 3 ]        |
| XVII2008               |                        | (6) PP (2) PPS (2) PTB (1) PRB (1)                                                                                            | (5) PMDB (2) PSDB (1) DEM (1) PDT (1)                                                                                         | (4) PT (4) | [ 17 ]       |
| XVIII2012              |                        | (12) PDT (3) PP (2) PSDB (2) PPS (2) PTB (2) PRB (1)                                                                          | (5) DEM (2) PSB (2) PMDB (1)                                                                                                  | (4) PT (4) | [ 18 ]       |
| XIX2016                |                        | (13) PSDB (4) PTB (3) PSB (3) PRB (1) PMDB (1) PSD (1)                                                                        | (2) DEM (1) PP (1) | (6) PDT (3) PT (2) PSOL (1)                                                                                                   |              |
| XX2020                 |                        | (10) PSDB (4) PTB (3) PSD (2) CD (1)                                                                                          | (5) PP (2) PSB (2) DEM (1) | (6) PSOL (2) PT (2) PDT (2)                                                                                                   |              |
| XXI2024                |                        | Governo e oposição a definir PSD (4) Fed. PSDB-CD (3) PP (3) FE Brasil (3) União Brasil (3) PL (2) Fed. PSOL REDE (2) PSB (1) | Governo e oposição a definir PSD (4) Fed. PSDB-CD (3) PP (3) FE Brasil (3) União Brasil (3) PL (2) Fed. PSOL REDE (2) PSB (1) | Governo e oposição a definir PSD (4) Fed. PSDB-CD (3) PP (3) FE Brasil (3) União Brasil (3) PL (2) Fed. PSOL REDE (2) PSB (1) |              |

### Histórico de Distribuição Partidária
Distribuição Partidaria na Câmara Municipal de Pelotas